# François-Noël Babeuf
François-Noël Babeuf, francoski revolucionar, politični teoretik in proto-socialist, * 23. november 1760, Saint-Quentin, Aisne, Francija, † 27. maj 1797, Vendôme, Francija.
Med urejanjem časopisa »Tribun ljudstva« (Tribun du peuple), v katerem je kritiziral potek revolucije, ki je najbolj prizadela ljudske množice, je prevzel vzdevek Gracchus Babeuf, po vzoru bratov Grakh, rimskih ljudskih tribunov iz obdobja republike. 
Med zadnjo fazo francoske revolucije, oziroma obdobjem direktorija, je z radikaliziranjem revolucionarnega gesla o enakosti organiziral t. i. »zaroto enakih«, združbo somišljenikov, ki so se zavzemali za egalitarno družbo utemeljeno na komunističnih načelih.

## Pred revolucijo
Njegov oče je bil amnestirani dezerter, ki je po vrnitvi v Francijo preživljal družino z občasnim delom. Izobrazil je tudi sina, Françoisa-Noëla, vendar je tudi sina očetovo poreklo prisililo v preživljanje s fizičnim delom že s štirinajstimi leti. Kljub nizkemu socialnemu poreklu mu je z vztrajnostjo in trudom uspelo pridobiti pravniško izobrazbo in poklic zemljemerca fevdista, katerega delo je bilo legaliziranje lastninskih zahtev prvih dveh stanov (plemstva in duhovščine), da sta lahko izvajala tlako nad nekaterimi posestvi. Med opravljanjem tega dela iz neposredne bližine opazoval in doživljal krizo fevdalnega sistema poznega ancien régima in socialno odtujenostjo med priviligiranima prvima dvema stanovoma in tretjim stanom (ljudstvom). Imel je neposreden vpogled v iskanje novih načinov priviligiranih stanov, ki so hoteli brez napora obogateti s pomočjo zastarelih urbarjev. Med revolucijo pa se je njegova pozornost preusmelila na segregacijo znotraj tretjega stanu med peščico priviligiranih, ki so med revolucijo obogateli na račun razlastitve prvih dveh stanov, in obubožano proletarsko ter polploretarsko večino, ki jo je bila kljub drugačnim obljubam še naprej izključena iz političnega delovanja, primorana pa je bila prenašati davčna bremena. 
Poleg neposrednih življenjskih izkušenj so na oblikovanje Babeufovega revolucionarnega pogleda vplivala dela Rousseauja, Malbya in Morellya. Za razliko od Rousseuja, ki je opozarjal prevsem na nelegitimnost zasebne lastnine, sta Malby in Morelly zavzeta zagovornika komunističnega egalitarizma, v skladu s katerim se zavzemata za popolno odpravo vsake lastnine in razdelitev dobrin po potrebah. Babeuf v veliki meri povzema od svojih predhodnikov, razlika se pojavi v pripravljenosti revolucionarnega angažmaja v pogojih, ki jih je ustvarila turbolentna francoska revolucija.

## Revolucionarni agitator
Leta 1789 se je odpravil v Pariz, da bi francoski Narodni skupščini predložil svoje ambiciozno delo »Večni kataster« (Cadastre perpetuel), ki ga je sicer napisal dve leti prej, v njem pa je združil svoje izkušnje iz opravljanja dela fevdista z načrtom za družbeno reformo, ki je usmerjena predvsem v razlastitev fevdalnih institucij dedovanja in zasnovo nove kolektivne blaginje. Delo je naletelo na ugoden sprejem, vendar je revolucija v procesih (raz)lastninjenja šla svojo pot. Fevdalno lastnino so preko revolucionarnih oblasti (pod)kupovali razni špekulanti, medtem ko je lahko obubožana večina lahko le nemo opazovala njihovo početje. Med letoma 1789 in 1793, ko se je ponovno vrnil v Pariz, se je uveljavil kot zagovornik interesov majhnih cehov in kmetov s pisanjem pritožb Narodni skupščini proti novim neupravičenim davkom. Septembra 1792 je bil izvoljen za upravitelja in arhivista v departmaju Somme, zatem pa še zadolžen za prodajo državnega in duhovniškega imetja v okrožju Montdidier. Med opravljnjem te funkcije je bil obtožen korupcije, vendar je sam zase trdil, da je žrtev spletk. Še pred izvršbo sodbe, ki ga je obsojala na 20 let ječe, se je umaknil v Pariz, kjer si je našel somišljenike med člani revolucionarnega kluba Kordeljerjev. Po Robespierrjevem obglavljenju je septembra leta 1794 začel izdajati revolucionarni časopis »Journal de la Liberté de la Presse«, ki ga je že naslednji mesec preimenoval v »Le Tribun du Peuple«, Tribun ljudstva, svoje članke pa začel podpisovati z imenom Gaius Gracchus Babeuf. Kritičen je bil predvsem nad nasiljem jakobinske diktature. Njegovo delo »Vendejska vojna in sistem razljudenja« (La Guerre de la Vendée et la système de dépopulation) je kritika revolucionarnega nasilja jakobinskega vladanja in čezmerne uporabe barbarskega terorja zoper ljudstvo, ki je pogosto simpatiziralo z rojalističnimi kontrarevolucionarji. Toda med bivanjem v zaporu od februarja do oktobra 1795 se je seznanil z nekaterimi zaprtimi jakobinci in prihodnjimi somišljeniki, ki so ga spodbudili v kritiko in končno odpravo protirevolucionarne oblasti istega leta na novo ustanovljenega direktorija, ki je smatral revolucijo za končano.

## Zarota enakih
Babeuf se je upiral misli, da je revolucija že končana. Sam se je imel za zadnjega tribuna, vsekakor pa mu je ekonomska kriza, ki je vodila v množično siromašenje prebivalstva, omogočala dostop do poslušalstva. V časniku »Tribun ljudstva« je objavljal svoje komunistično utopične načrte (npr. »Plebejski manifest«, 1795, »Manifest enakih«, 1796) poleg tega pa se je še politično angažiral. Potem ko je Napoleon Bonaparte leta 1796 po nalogu direktorija razgnal klub postjakobinskih revolucionarjev skupaj z Babeufovimi somišljeniki, ki so se zbirali v pariškem Panteonu, so se Babeuf in njegovi somišljeniki organizirali v »Združbo enakih« (Societé des égaux). 30. marca 1796 so se glavni voditelji kluba Panteon, med njimi, Sylvain Maréchal, Félix Le Peletier, Pierre-Antoine Antonelle, Augustin Darthé, Charles Germain in kasnejši ključni nadaljevalec babeuvizma Philippe Buonarroti združili z Babeufom in osnovali podtalno združbo enakih, ki bi preko Babeufovega glasila »Tribun ljudstva« dosegla množice in ponovno aktivirala revolucijo. V zadnji številki »Tribuna«, ki je izšla aprila 1796, je Babeuf spodbujal vojake k uporu proti vladi direktorija. Politične razmere, ki jih je spodbujala gospodarska kriza, so se nevarno bližale vrelišču, prav tako je bila vojska nezadovoljna s svojim položajem.
Direktoriju je s pomočjo izdajstva uspelo zaroto odkriti, sojenje zarotnikom so zaradi napetosti v Parizu prestavili v Vendôme. Končalo se je 26. maja 1797, ko so Babeufa in Darthéja obsodili na smrtno kazen z giljotiniranjem. Še pred izvršitvijo kazni sta oba brez uspeha poskušala izvršiti samomor. Ostali zarotniki so bili pomiloščeni ali pa izgnani.

## Pomen
Pogojno lahko smatramo »babeuvizem« za prvi poskus realizacije komunistične družbe v praksi, čeprav ostaja zgodovinsko nedorečeno, v kakšni meri je šlo pri »zaroti enakih« za politično dejanje, ki bi bilo sposobno izvesti tako radikalne družbene spremembe, oziroma koliko je šlo zgolj za izzivanje oblasti, ki se je od vseh revolucionarnih gesel najbolj odtujila geslu »enakosti«. Oblasti direktorija je uspelo zaroto razkriti, glavne akterje vključno z Babeufom usmrtiti, somišljenike pa politično utišati. Šele pomiloščeni somišljenik Buonarroti je čez kakšno desetletje ponovno obudil zanimanje za Babeufa in njegovo komunistično zaroto enakih.